# Kasie Kasubun
Kasie Kasubun is een bestuurslaag in het regentschap Rejang Lebong van de provincie Bengkulu, Indonesië. Kasie Kasubun telt 1641 inwoners (volkstelling 2010).